# Yūko Daike
Yūko Daike (大家由祐子, Daike Yūko), née le 9 août 1971 à Kōchi (Japon), est une actrice japonaise.

## Biographie
Elle se distingue en 1988 en remportant le prix Bikan Shoujo Contest Grand Prix et se rend populaire à la télévision dans le programme All Night Fuji de la chaîne FujiTV.
Elle tourne plusieurs petits rôles dramatiques avant d'être remarquée par le réalisateur Takeshi Kitano, qui lui donne son premier grand rôle dans le film Kids Return (1996) et devient la compagne (ou la muse) du réalisateur. Elle apparaît ensuite dans plusieurs de ses films, dont notamment Dolls (2002) où elle joue le rôle de la jeune femme du parc et puis Zatōichi (2003) où elle interprète une Geisha fatale.

## Filmographie
- 1996 : Kids Return (Kizu ritan) : Sachiko, la serveuse
- 1997 : Hana-bi : la veuve de Tanaka
- 1998 : D-Zaka no satsujin jiken : Mayumi Hanazaki
- 1999 : L'Été de Kikujiro (Kikujiro no natsu) : la mère de Masao
- 2000 : Ju-on : Kyoko Suzuki, la sœur de Tatsuya
- 2000 : Ju-on 2 : Kyoko Suzuki, la sœur de Tatsuya
- 2002 : Dolls : Young Ryoko, la femme du parc, jeune
- 2003 : Zatoichi (座頭市, Zatōichi) de Takeshi Kitano : la vengeresse Geisha Okinu Naruto
- 2003 : Jisatsu manyuaru 2: chuukyuu-hen : Masae Isoyama
- 2005 : Rampo Noir (Ranpo jigoku), segment Kagami Jigoku